# Натільний хрестик

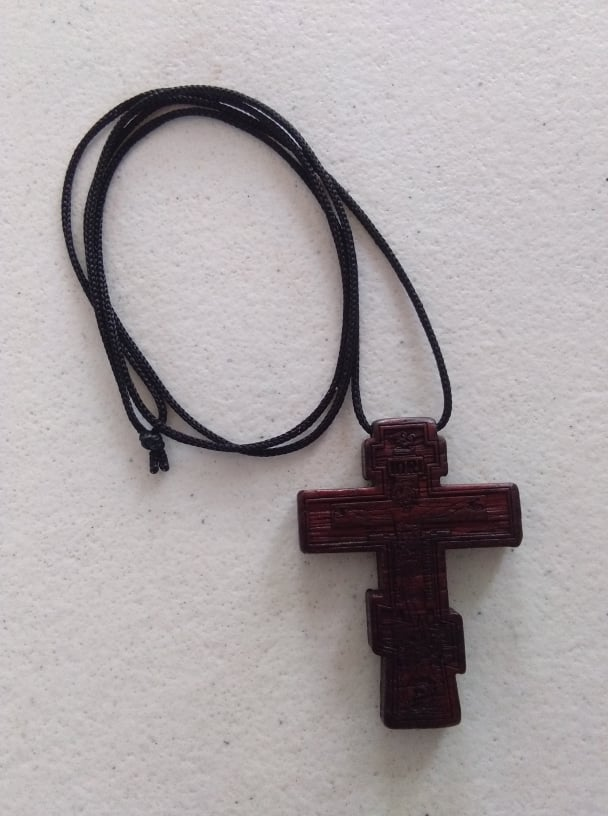
Дерев'яний православний натільний хрестик ручної роботи з Філіппін.

Натільний хрестик, також нагрудний хрестик — намисто із зображенням християнського хреста чи розп'яття.
Хрести часто носять як знак відданості християнській вірі, іноді їх отримують як подарунки для таких обрядів, як хрещення та конфірмація. Причасники Орієнтально-Православної та Східно-Православної Церков повинні завжди носити свої хрестові намиста, ця практика походить від канону 73 і канону 82 Шостого Вселенського Собору (Синоду) Константинополя.
Деякі християни вірять, що носіння хреста забезпечує захист від зла, тоді як інші, як християни, так і нехристияни, носять намиста з хрестами як модний аксесуар.
«У перші століття християнської ери хрест був таємним символом, який використовували переслідувані прихильники нової релігії». Багато християнських єпископів різних конфесій, таких як православна церква, носять наперсний хрест як знак свого священства.
Більшість прихильників Ефіопської православної церкви Тевахедо носитимуть хрест, прикріплений або до ланцюжка, або до матаб, шовкового шнура. Матеб прив'язують на шиї під час хрещення, і очікується, що одержувач носитиме матаб весь час. Жінки часто прикріплюють хрест чи інший кулон до матаб, але це не вважається обов'язковим.
У деяких країнах, таких як Народна Соціалістична Республіка Албанія, атеїстична держава, носіння намиста з хрестами було історично заборонено.
Деякі деномінації, наприклад Свідки Єгови, вважають, що носіння хреста заборонено заповідями проти ідолопоклонства.
У двох британських випадках, які отримали широкий розголос, медсестра Ширлі Чаплін і стюардеса British Airways Надя Евейда були притягнуті до дисциплінарної відповідальності за носіння намиста з хрестиками на роботі в порушення умов працевлаштування. Обидві подали свої справи до Європейського суду з прав людини; Справа Чаплін була відхилена, а для Евейда була присуджена компенсація збитків на тій підставі, що уряд Великобританії не зміг достатньо ретельно оцінити її право на релігійне самовираження. У світлі таких випадків у 2012 році колишній архієпископ Кентерберійський Англіканської спільноти, лорд Кері з Кліфтона, а тоді глава Римсько-католицької церкви в Шотландії Кардинал Кіт О'Браєн закликав усіх християн регулярно носити хрести. 

## Галерея

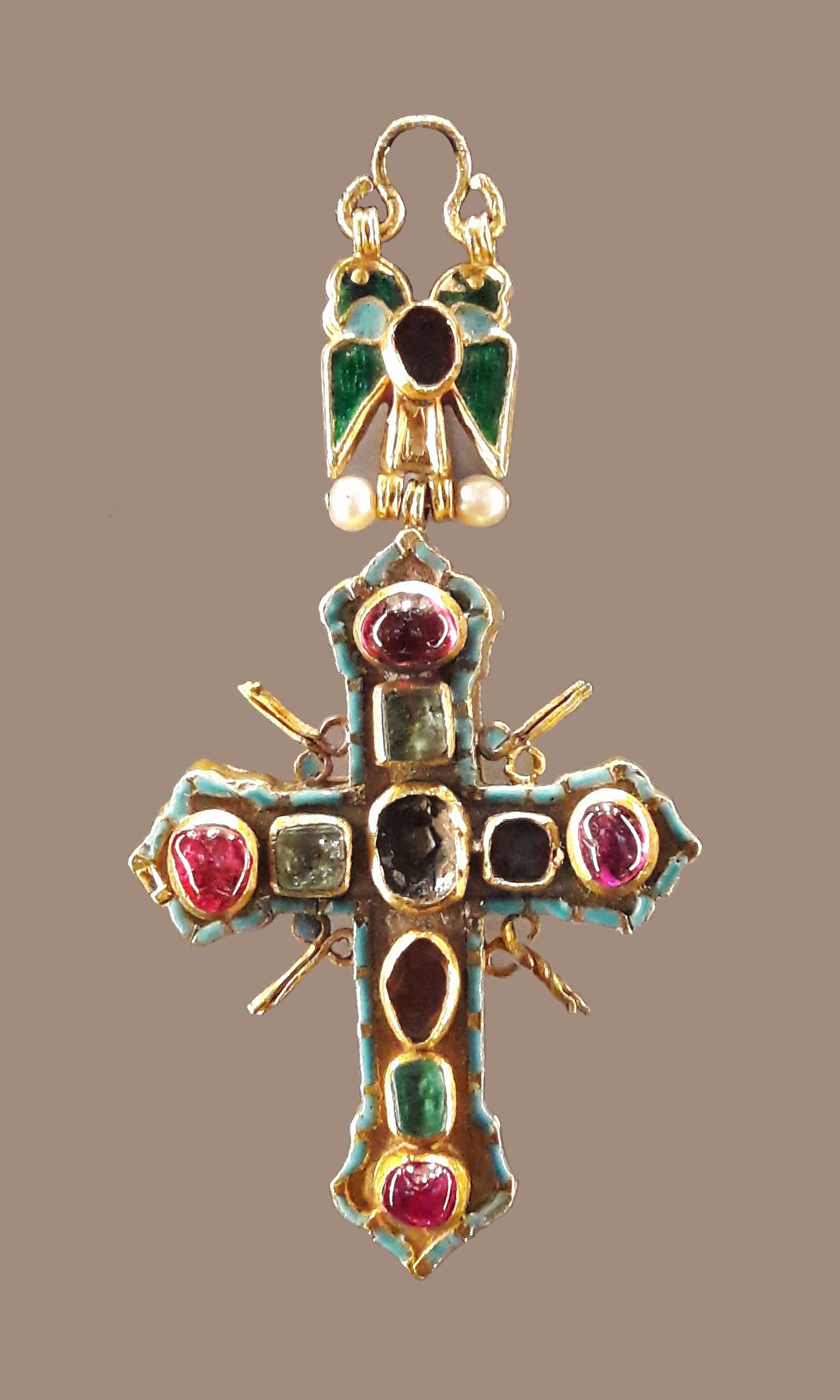
Підвіска-хрестик із двоголовим орлом, виготовлена в Польщі наприкінці XVII ст.
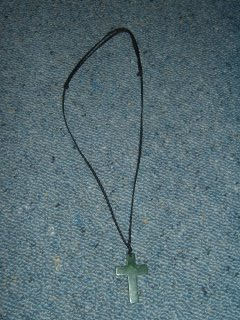
Намисто з хрестиком зеленого кольору
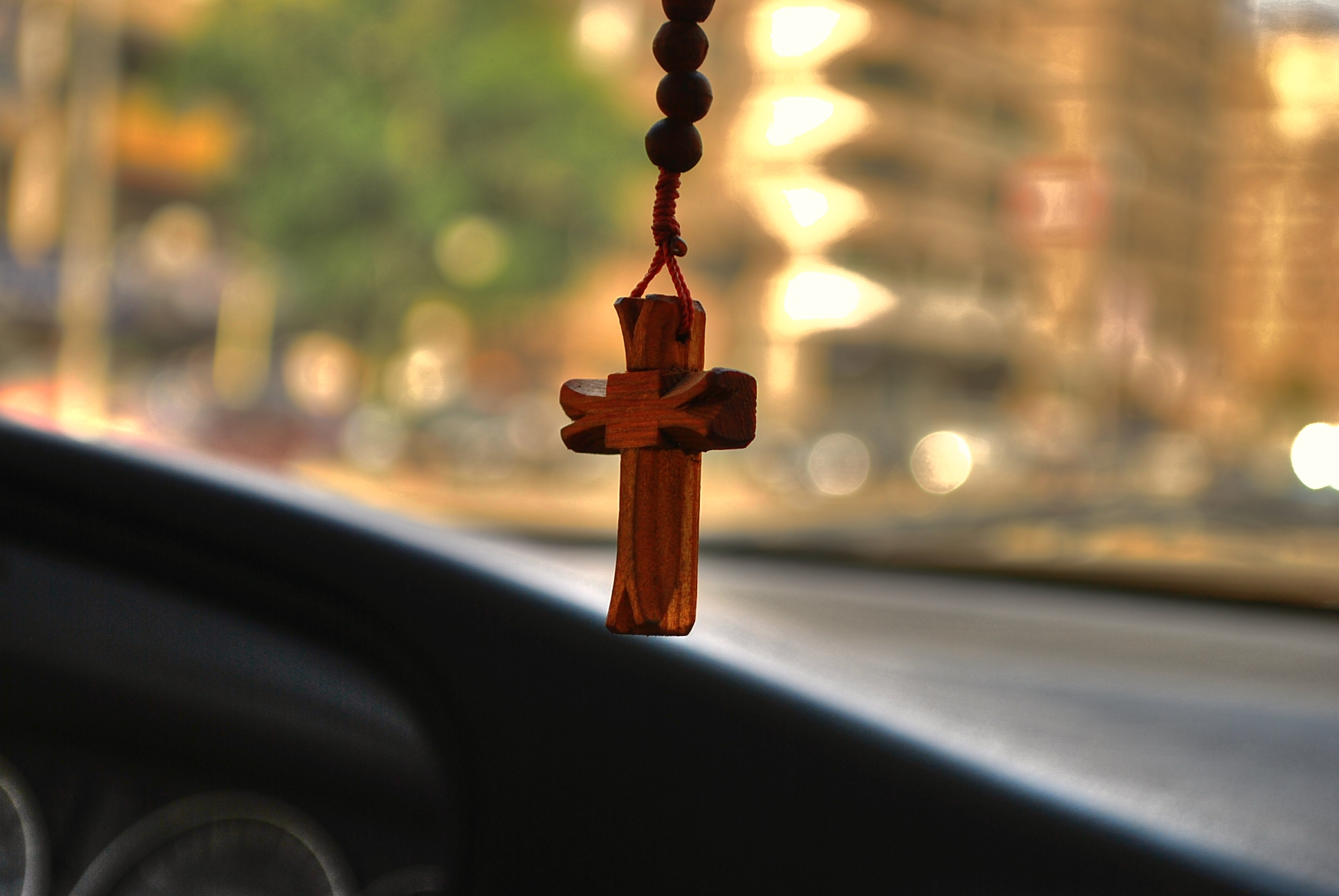
Намисто-хрестик на дзеркалі заднього виду автомобіля
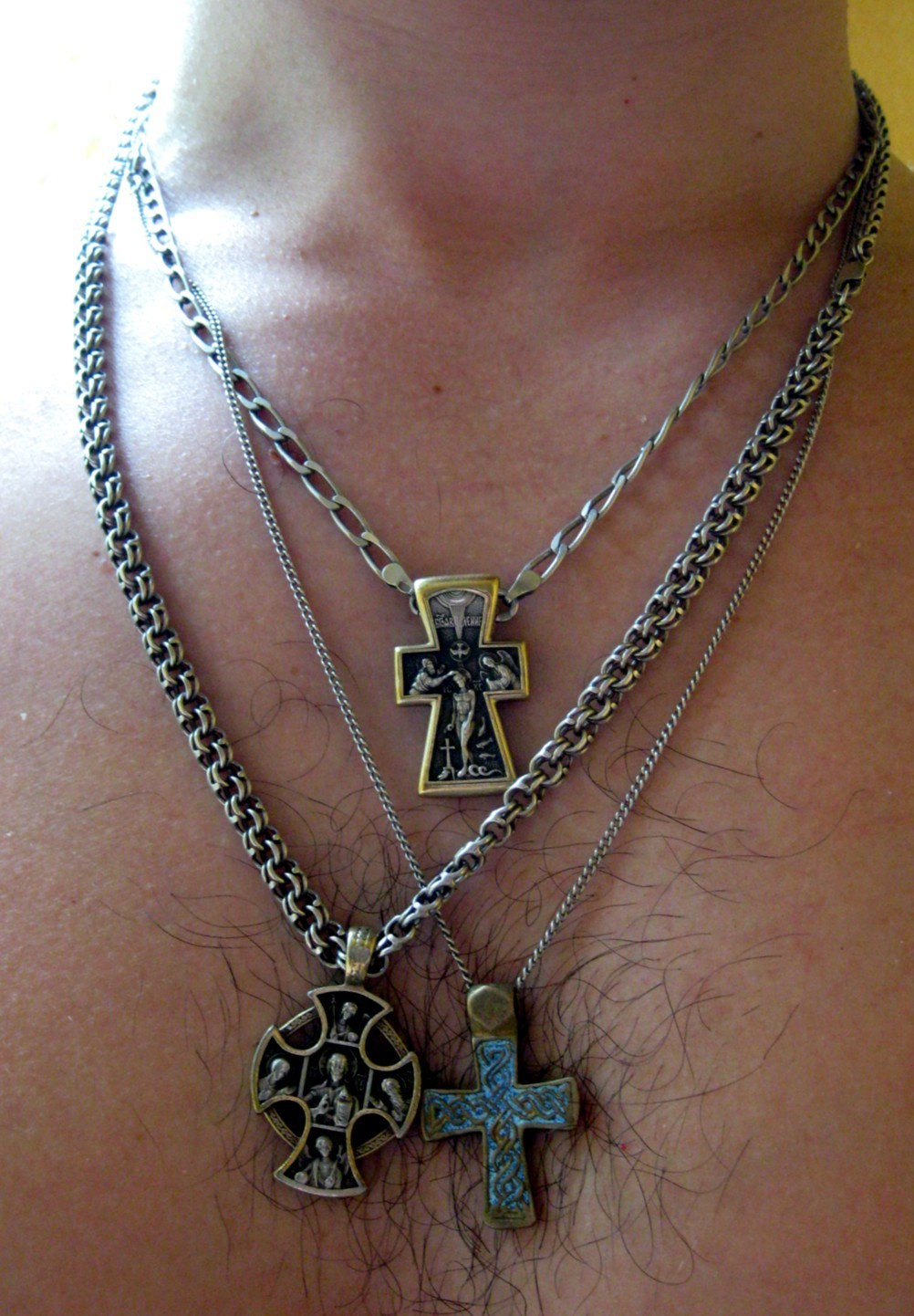
Чоловік із трьома різними натільними хрестиками
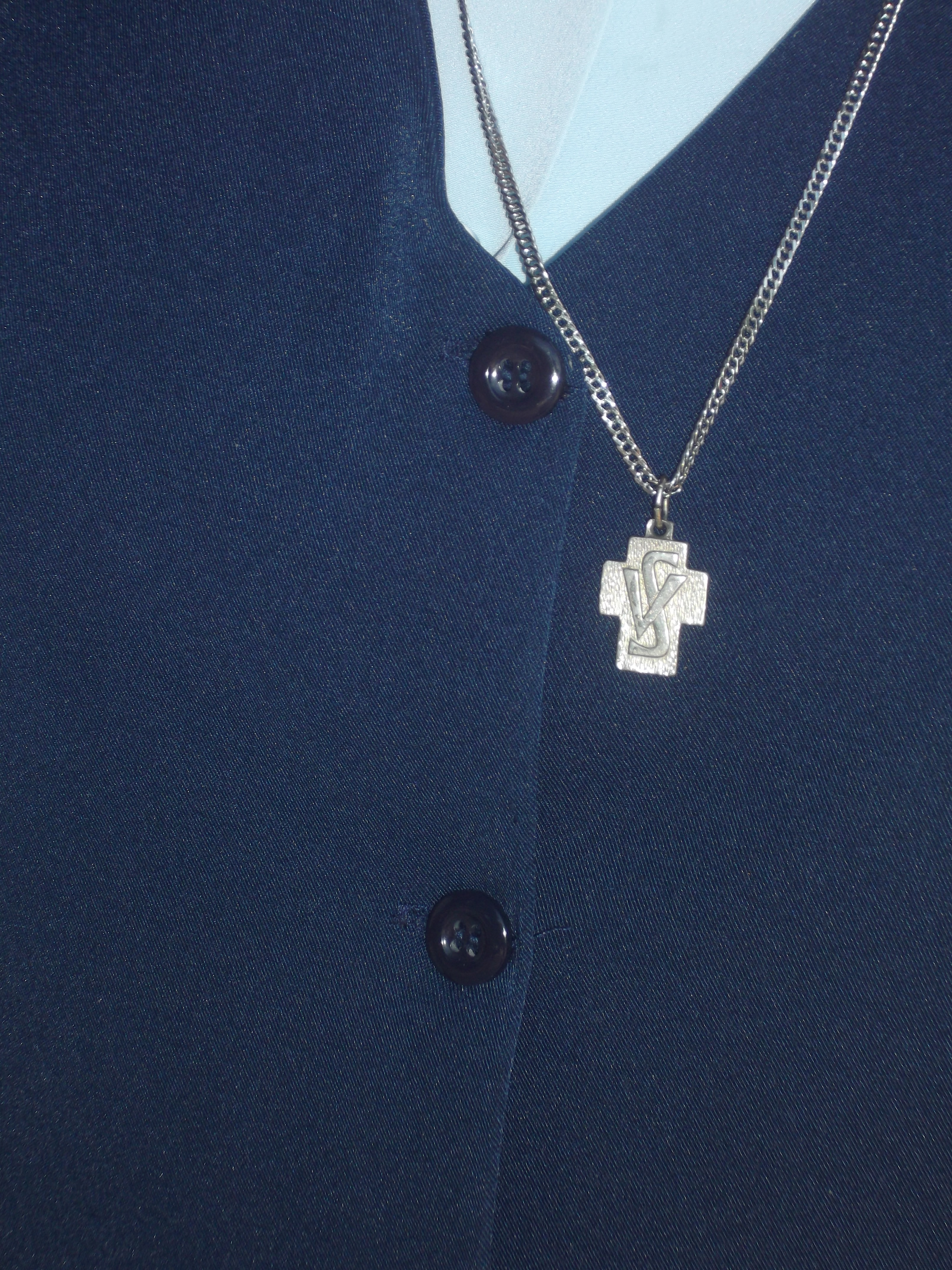
Натільний хрестик релігійного ордену Дочок Милосердя Святого Вікентія де Поля
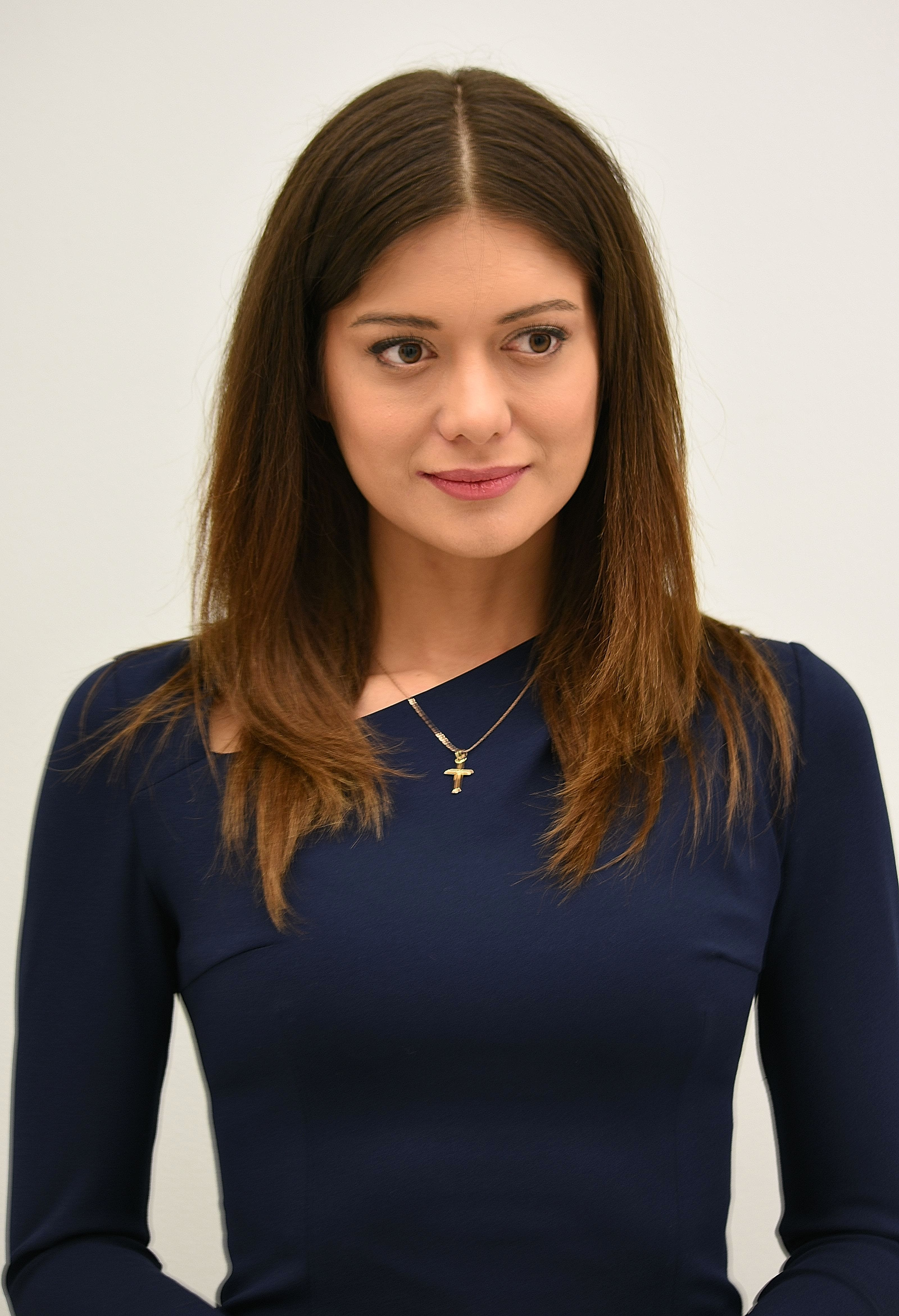
Польська підприємиця Міріам Шадед з натільним хрестиком
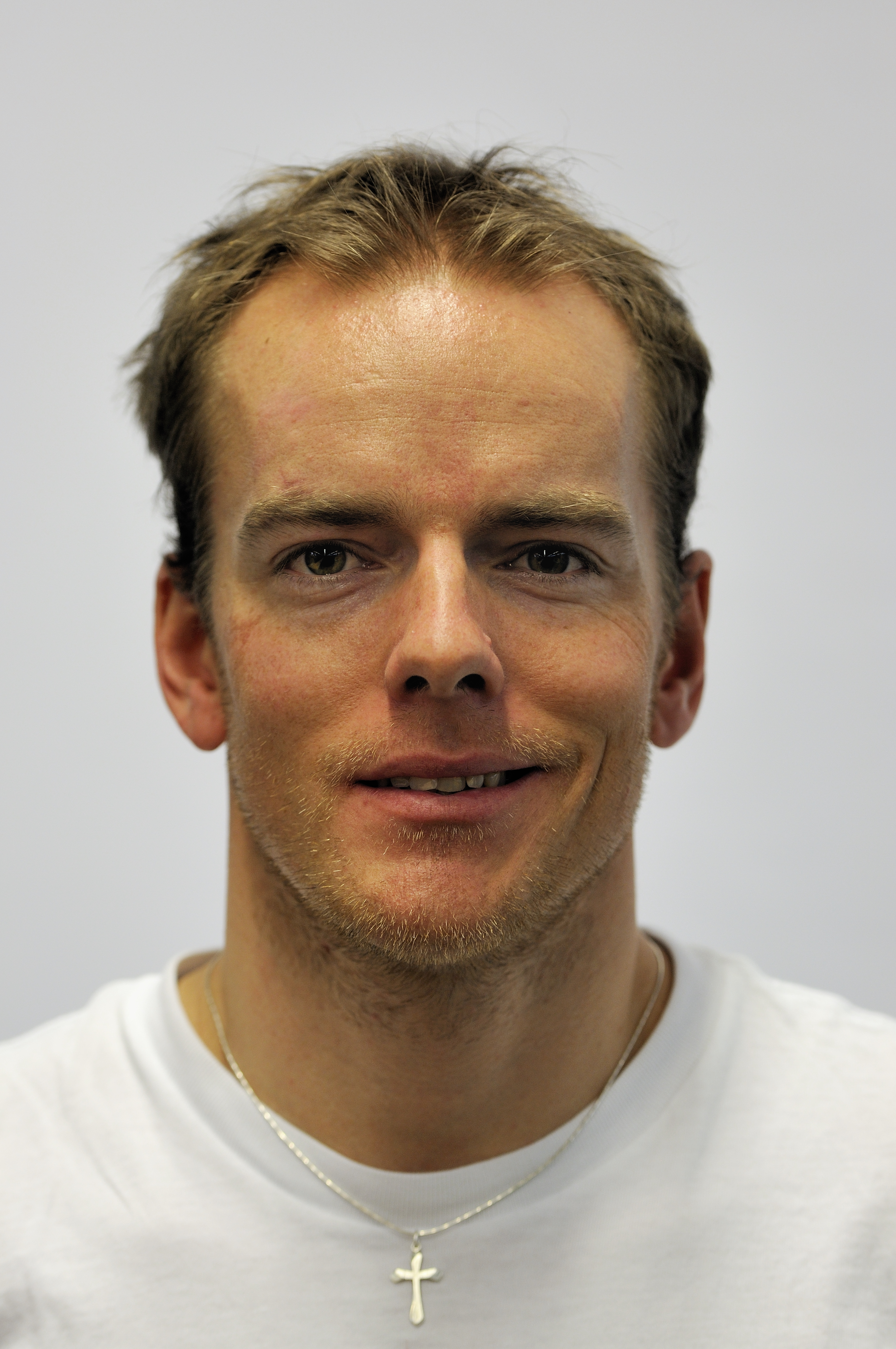
Німецький лижник Єнс Філбріх у намисті з хрестом
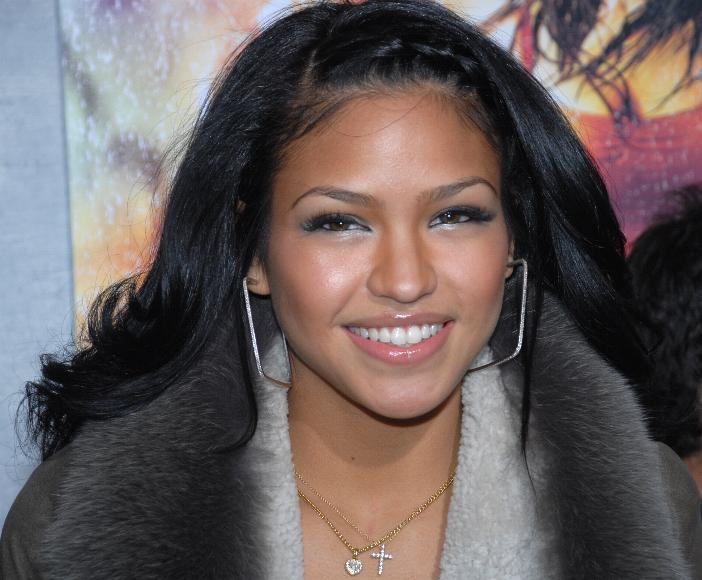
Американська співачка Кессі Вентура в намисті з хрестом
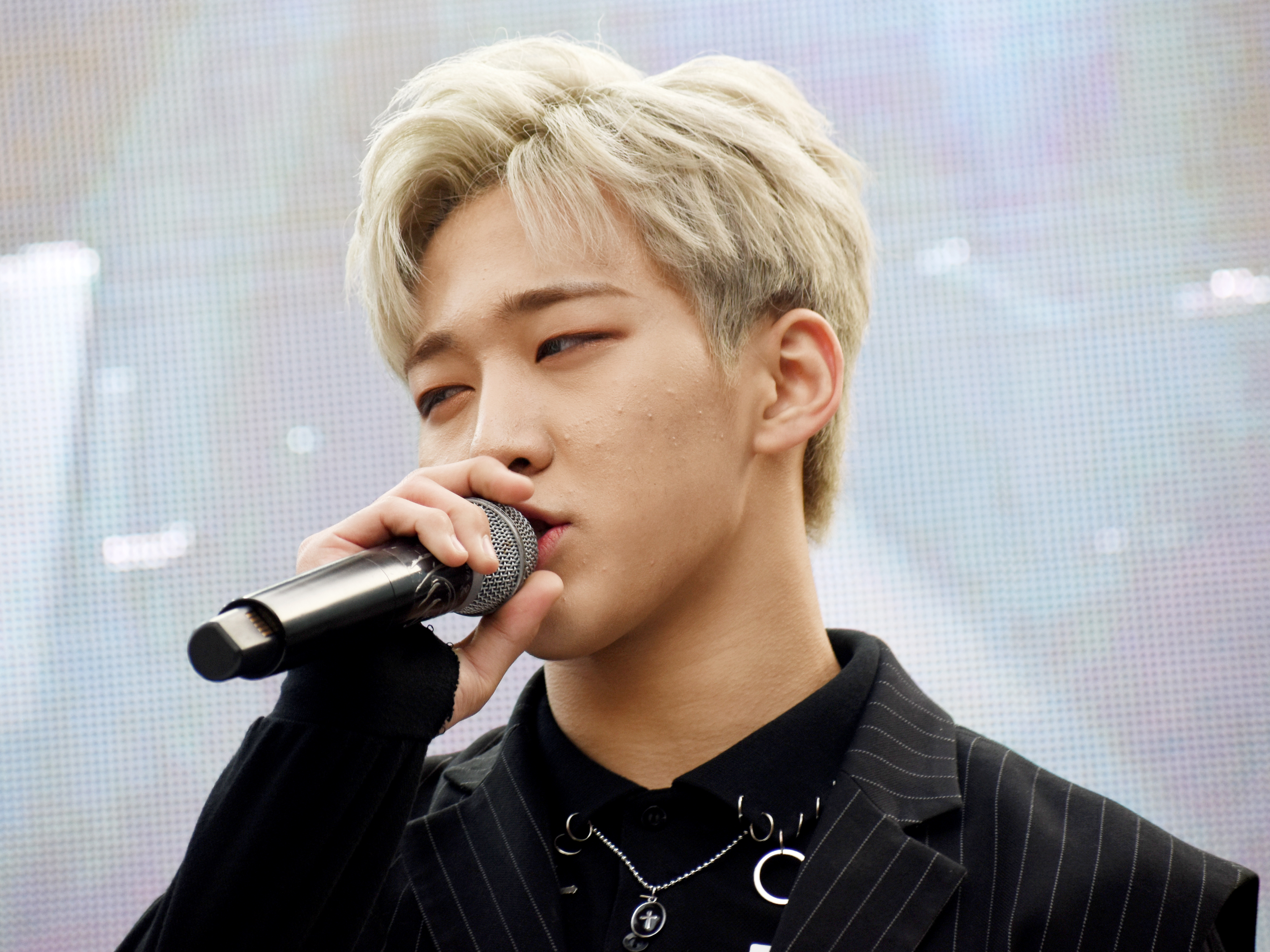
D-Crunch носить натільний хрестик
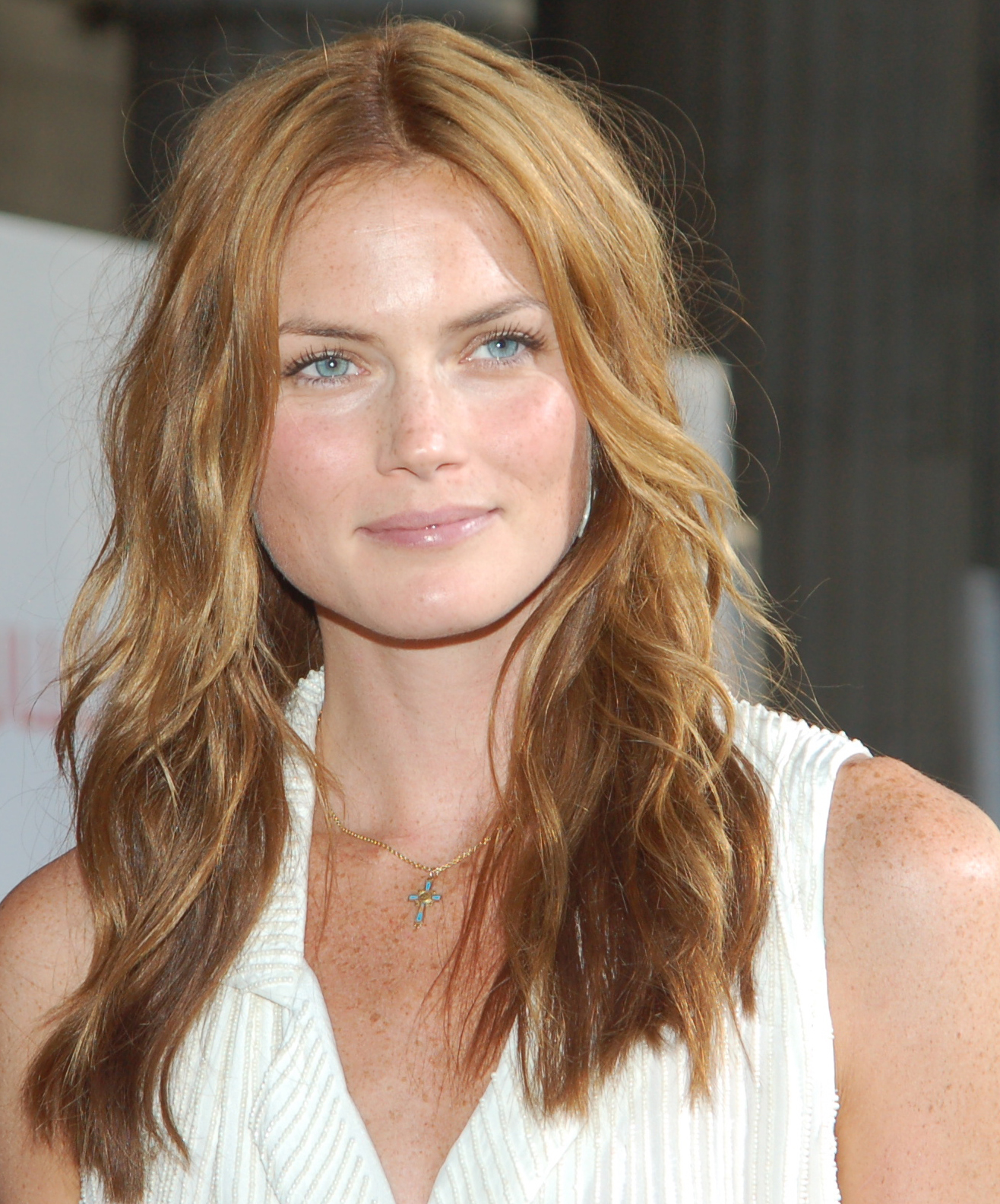
Шведська модель Міні Анден у намисті з хрестом
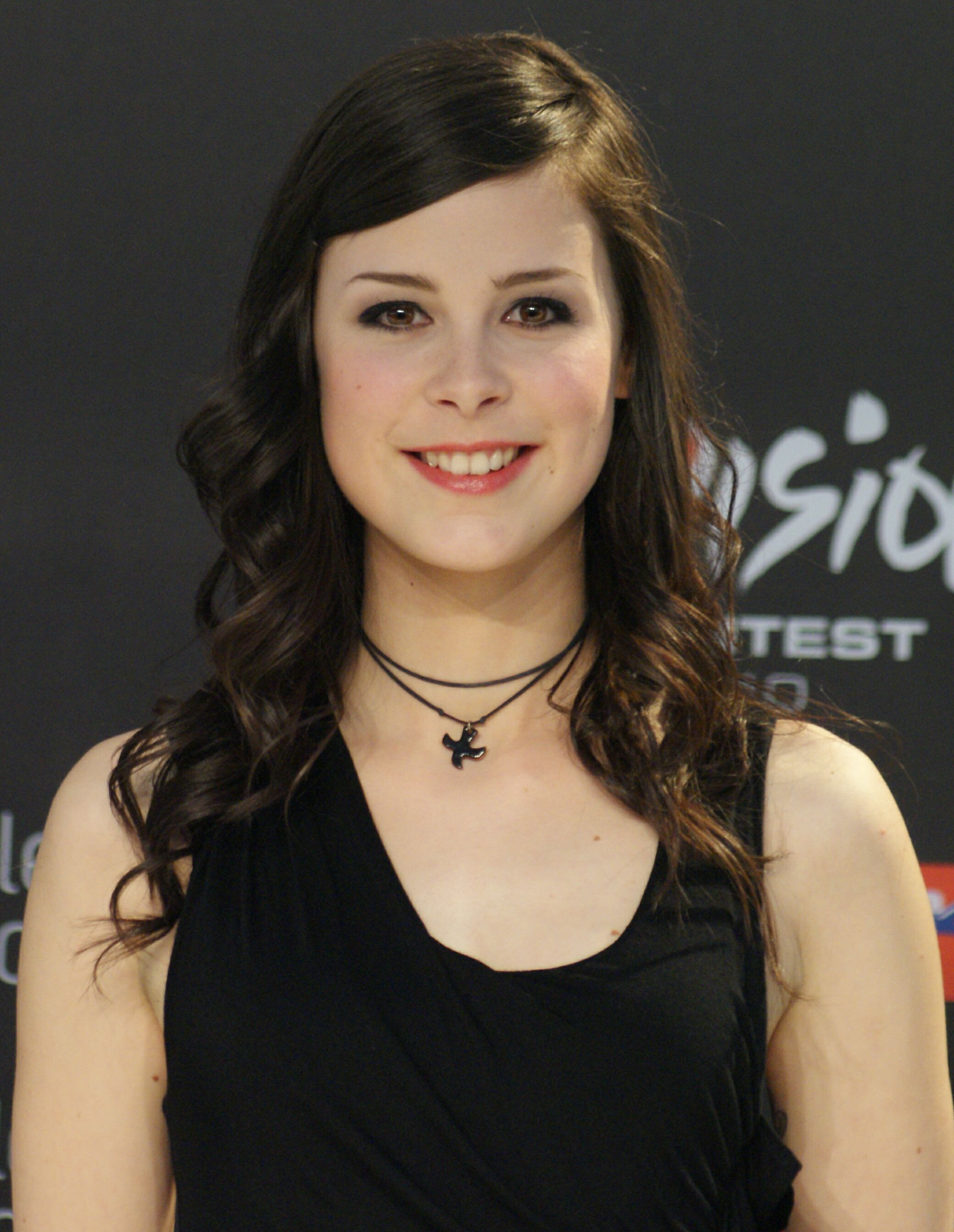
Німецька співачка Лена Маєр-Ландрут з натільним хрестиком екуменічної християнської спільноти Тезе